# Acanthoneta
Genre
Acanthoneta est un genre d'araignées aranéomorphes de la famille des Linyphiidae.

## Distribution
Les espèces de ce genre se rencontrent aux États-Unis, au Canada, en Russie, et en Chine.

## Liste des espèces
Selon World Spider Catalog (version 16.5, 21/07/2015) :
- Acanthoneta aggressa (Chamberlin & Ivie, 1943)
- Acanthoneta dokutchaevi (Eskov & Marusik, 1994)
- Acanthoneta furcata (Emerton, 1913)

## Publication originale
- Eskov & Marusik, 1992 : On the mainly Siberian spider genera Wubanoides, Parawubanoides gen.n. and Poeciloneta (Aranei Linyphiidae). Arthropoda Selecta, vol. 1, no 1, p. 21-38 (texte intégral).